# Système de transition d'états
 (juillet 2012).
Si vous disposez d'ouvrages ou d'articles de référence ou si vous connaissez des sites web de qualité traitant du thème abordé ici, merci de compléter l'article en donnant les références utiles à sa vérifiabilité et en les liant à la section « Notes et références ».
En informatique théorique, un système de transition d'états est une forme de machine abstraite utilisée pour modéliser un ou des calcul(s).
Un système de transition d'états est constitué  d'un ensemble d'états et d'un ensemble de transitions d'un état à un autre, qui peuvent être étiquetées ; une même étiquette peut apparaître sur plusieurs transitions. Si l'ensemble des étiquettes est un singleton, on peut omettre l'étiquetage.
Les systèmes d'états-transitions sont des graphes orientés.

## Définitions formelles

### Système de transition d'états non étiqueté
Un système de transition d'états non étiqueté est un couple {\displaystyle (S,\rightarrow )}, où {\displaystyle S} est l'ensemble des états et {\displaystyle \rightarrow \subseteq S\times S}  est la relation de transition.
Si {\displaystyle p} et {\displaystyle q} sont deux états, {\displaystyle (p,q)\in \rightarrow } signifie qu'il existe une transition de {\displaystyle p} à {\displaystyle q}, et on l'écrit {\displaystyle p\rightarrow q}.
On ne fait aucune hypothèse a priori sur {\displaystyle S} et {\displaystyle \rightarrow }, et ils peuvent être infinis, voire indénombrables.

### Système étiqueté de transition d'états
Un système étiqueté de transition d'états est un triplet {\displaystyle (S,\Lambda ,\rightarrow )}, avec {\displaystyle S} l'ensemble des états, {\displaystyle \Lambda } un ensemble d'étiquettes et {\displaystyle \rightarrow \subseteq S\times \Lambda \times S} la relation de transition.
S'il existe une transition étiquetée par {\displaystyle \lambda \in \Lambda } entre deux états {\displaystyle p} et {\displaystyle q}, on écrit alors {\displaystyle p{\xrightarrow {\lambda }}q}.
Il est à noter que la définition de la relation de transition ne précise pas s'il s'agit d'une relation binaire :
- de {\displaystyle S} dans {\displaystyle \Lambda \times S} (cas non pertinent dans le cadre des systèmes de transition d'états) ;
- de {\displaystyle S\times \Lambda } dans {\displaystyle S} (cas des automates finis) ;
- de {\displaystyle S\times \Lambda _{1}} dans {\displaystyle \Lambda _{2}\times S} avec {\displaystyle \Lambda =\Lambda _{1}\times \Lambda _{2}} (cas des transducteurs finis).

### Automate fini
Lorsque les ensembles {\displaystyle S} et {\displaystyle \Lambda } sont finis et si l'on se donne un ensemble d'états initiaux {\displaystyle I\subset S} et un ensemble d'état acceptants (ou terminaux) {\displaystyle A\subset S}, on parle d'automate fini (ou machine à états finie).

### Système déterministe
Le système de transition est dit déterministe si par définition {\displaystyle \rightarrow } est une fonction. L'expression système de transition non déterministe qualifie tous les systèmes de transition d'états quand on a besoin de préciser qu'on ne se retreint pas aux systèmes déterministes.

## Applications et variantes

### Applications courantes
Les systèmes de transitions jouent un rôle important[Lequel ?] dans la reconnaissance des langages formels, notamment dans leur classification.
En vérification de modèles (en anglais : model checking), les systèmes de transitions d'états possèdent en plus une fonction d'étiquetage pour les états (voir par exemple structure de Kripke).

### Comparaison avec les systèmes abstraits de réécriture
Un système d'états-transitions non étiqueté est un système abstrait de réécriture (en).